# 닛산 디젤 큐온
닛산 디젤 큐온(영어: Nissan Diesel Quon, 일본어: 日産ディーゼル・クオン 닛산 디이제루 쿠온[*]) 또는 UD트럭 큐온(영어: UD Trucks Quon, 일본어: UD・クオン UD 쿠온[*])은 일본 UD 트럭사가 생산하는 대형 트럭으로 2004년에 닛산 디젤 빅섬의 후속으로 출시되었다.

## 개요
차량 명칭의 유래는 구원에서 유래했으며 영구의 동의어로 한없이 이어지는 시간의 흐름을 의미한다.
대형트럭 세계 최초로 SRS 무릎 에어백 및 무릎 보호대를 채택 했으며, 라운드 카핏을 채용했고, 멀티 어시스트 시트를 조수석에 장책했다. 닛산 디젤 빅섬 모델이 생산된지 15년만에 풀모델 체인지가 된 모델로 발매 후 3개월 동안 닛산 디젤 빅섬과 병행 판매했다.
대형트럭 세계 최초로 SCR 촉매를 채택했고 2005년 배출가스 규제에 적합했다. 엔진은 기존 닛산 디젤 빅섬 모델에서 사용했던 V형 엔진을 단종시키고 GE13형과 MD92형이 채택되었다.
대형트럭에서 제설차의 경우 일본에서 가장 유일하게 생산하고 있으며, 히노 자동차, 이스즈 자동차 OEM 모델을 공급하고 있다.
2017년에 중형 트럭인 닛산 디젤 콘도르가 자체 생산을 중단시키고 이스즈 포워드의 OEM 모델로 변경되면서 일본에서 생산하고 있는 UD트럭 차량 중에서 유일하게 자체 생산 차종이 되었다.

## 모델

### 1세대 (2004년10월~2017년)
- 2004년 10월 7일 : 2005년 배출가스 규제 대응에 따라 FLENDS 기술의 실용화를 발표했다.
- 2004년 11월 18일 : 빅섬 모델이 풀모델 체인지가 되면서 큐온 모델이 출시되었다.
- 2005년 6월 : 제설차 및 트랙터 모델이 추가되었다.
- 2005년 10월 3일 : 굿 디자인 상을 수상했다.[1]
- 2006년 2월 : 2005년 닛케이 우수 제품 서비스상을 수상했다.
- 2007년 1월 : 트랙터 모델에 한해 NDSC 옵션이 장착되었다.
- 2007년 10월 : 도쿄 모터쇼에 최초로 중국 사양 모델이 출시되었고 그와 동시에 처음으로 왼쪽 운전석 사양이 판매를 시작했다.
- 2010년 2월 : UD트럭 사명 변경에 따라 엠블럼 등의 디자인이 변경되었다.
- 2010년 4월 : 마이너 체인지로 볼보에서 제작된 GH11형, GH13형 엔진이 탑재되었다. 또한 자동 변속기의 경우 ESCOT-V 모델이 처음으로 채택되었다.
- 2011년 8월 : 차량 옵션에 한해 일부 개량이 되었다.
- 2012년 3월 : 카고 트럭을 제외한 전 차량이 트래픽 아이 브레이크가 채택되었다.
- 2012년 9월 : 대한민국 지사 설립과 동시에 본격적으로 진출했으며[2] 최초로 큐온 모델 판매에 들어갔다.[3]
- 2017년 4월 11일 : 트랙터, 제설차를 제외한 풀모델 체인지가 되었다.
- 2017년 8월 : 트랙터 모델의 풀모델 체인지로 인한 생산 종료.
- 2017년 12월 : 제설차 모델의 풀모델 체인지로 인한 생산 종료되면서 1세대 모델은 단종되었다.

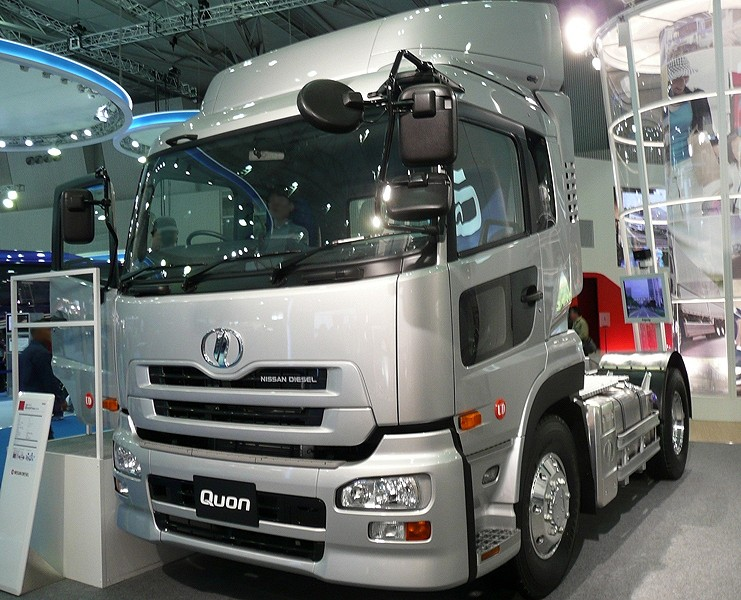
트랙터 모델 초기형
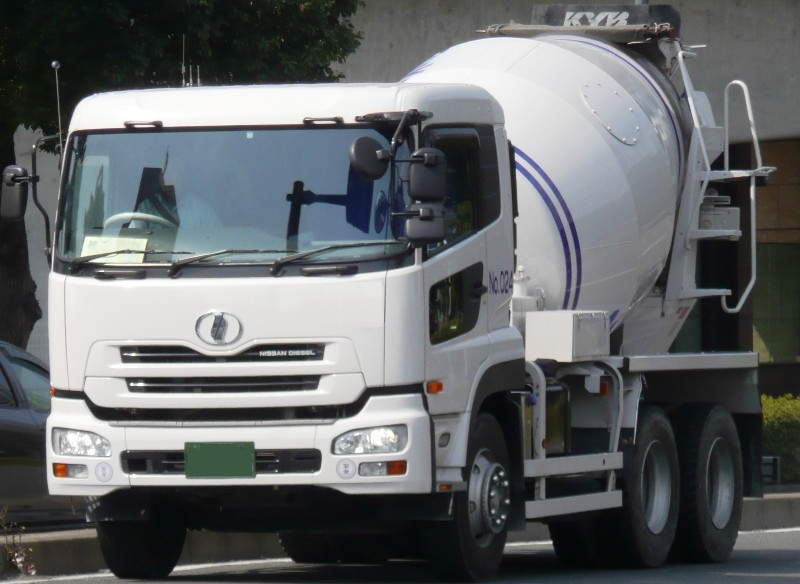
믹서트럭 모델 초기형
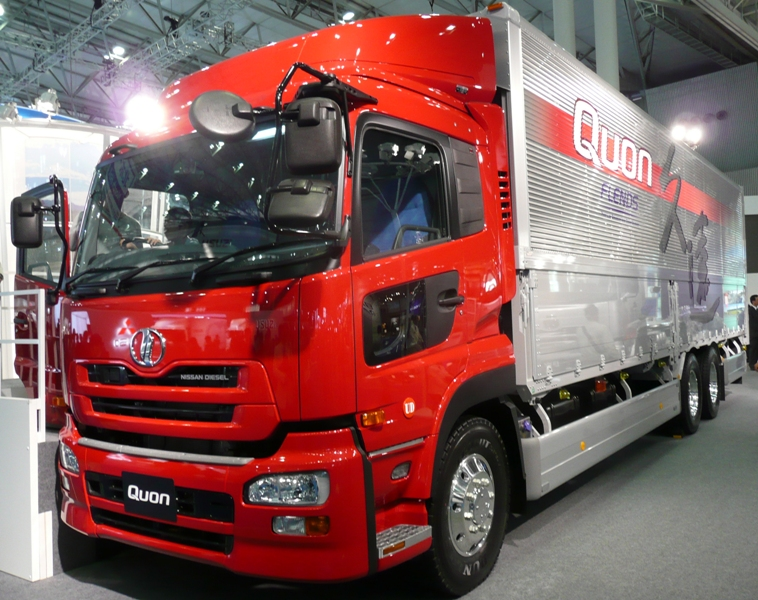
카고트럭 모델 초기형
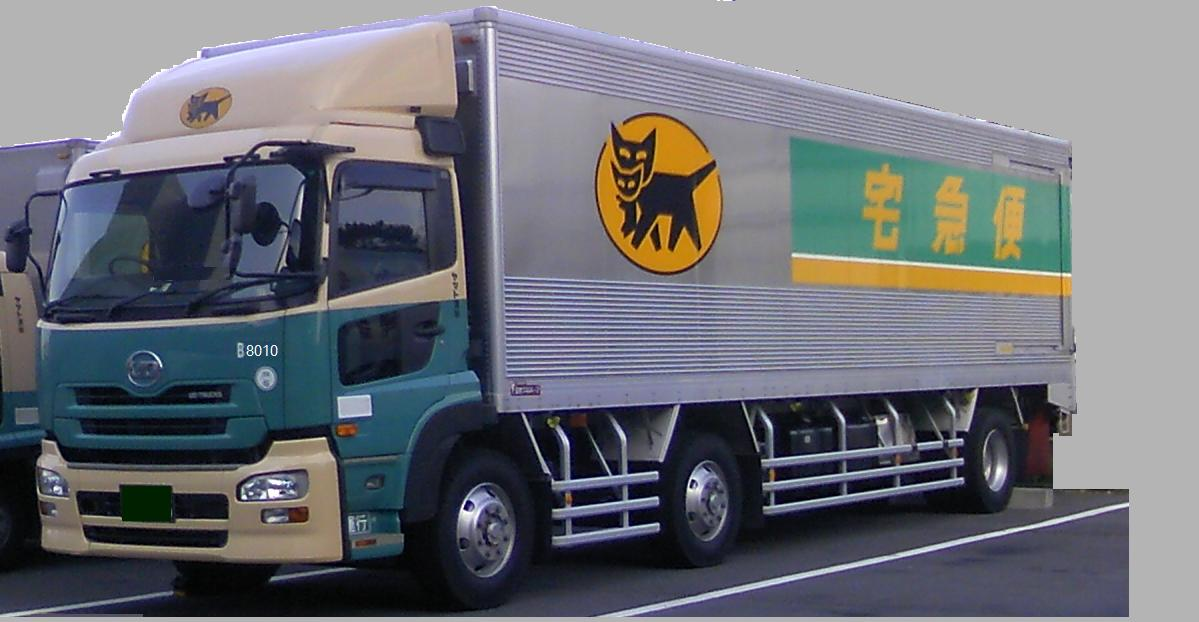
6x2 모델 후기형
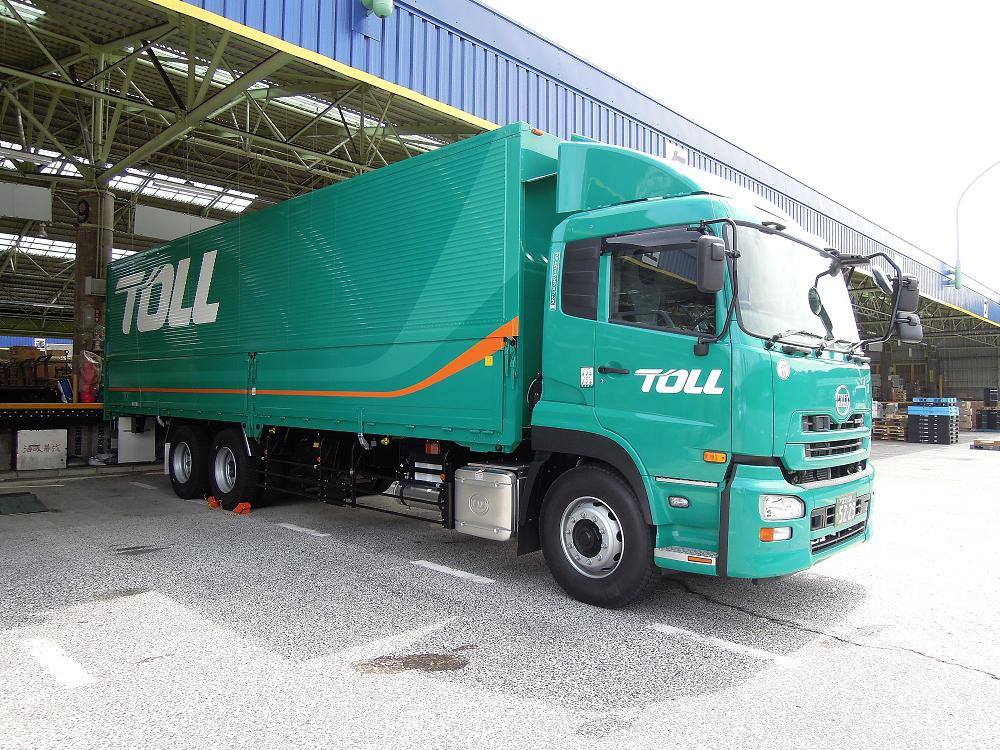
카고트럭 모델 후기형
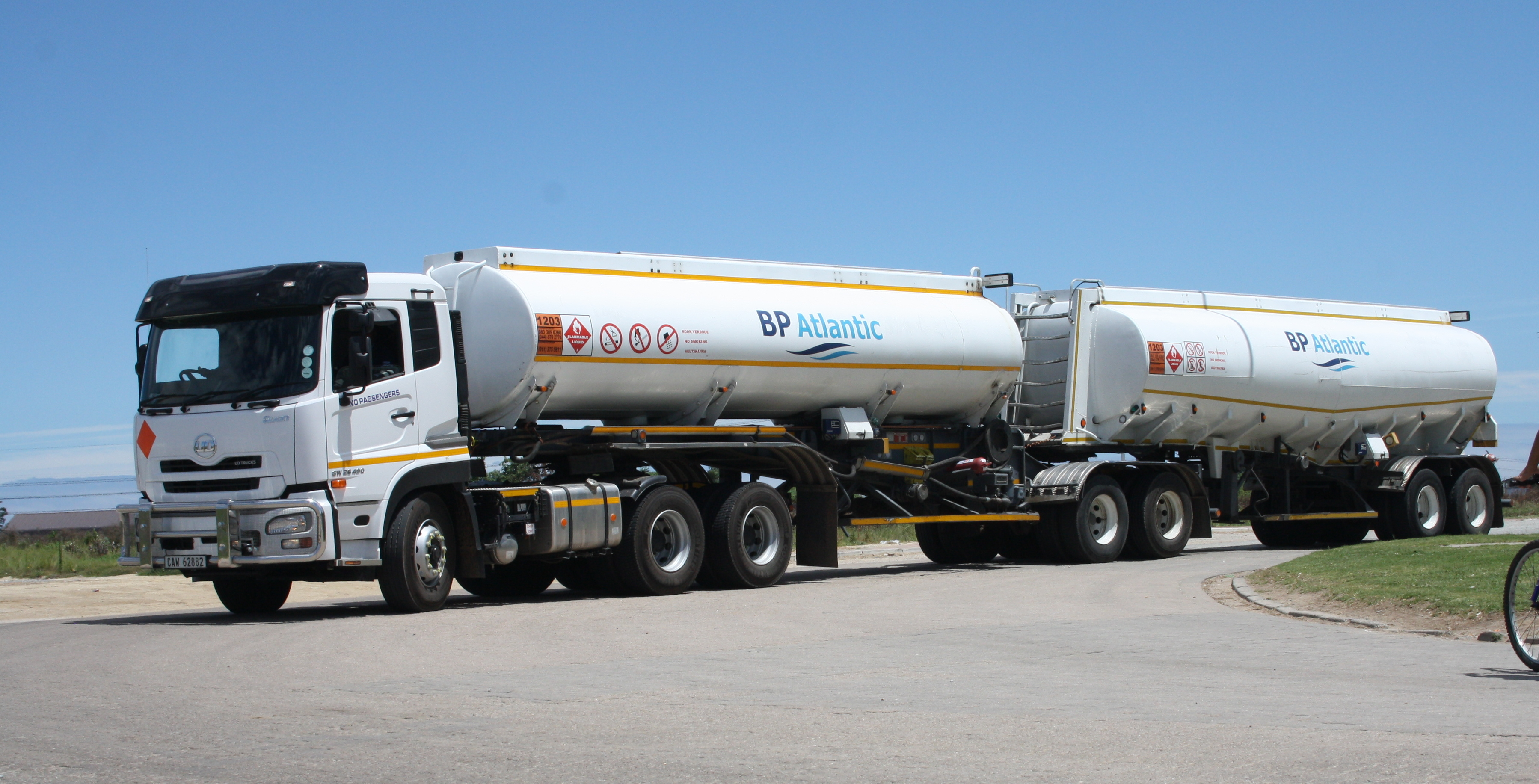
트랙터 모델 수출 사양
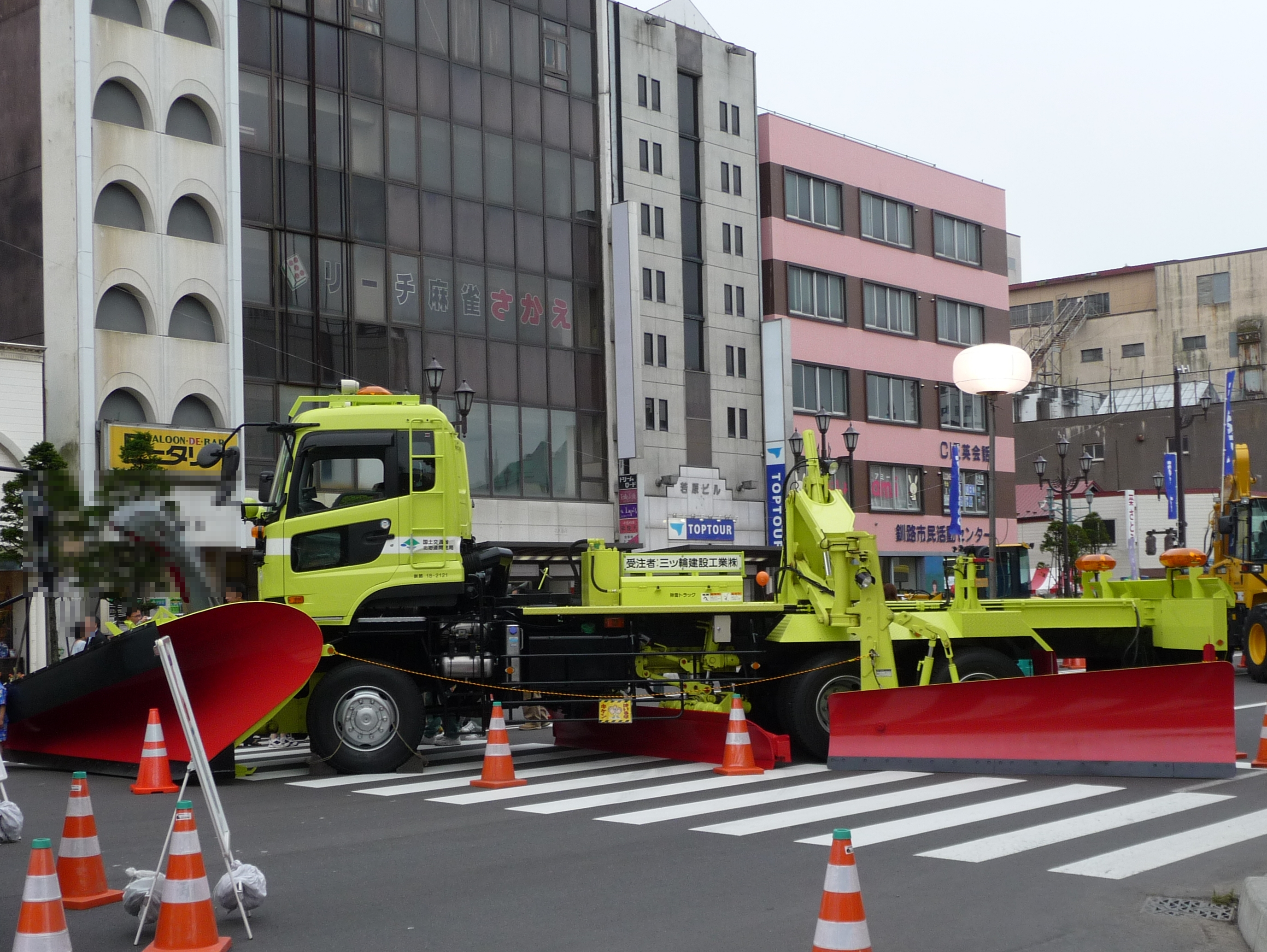
제설차 모델
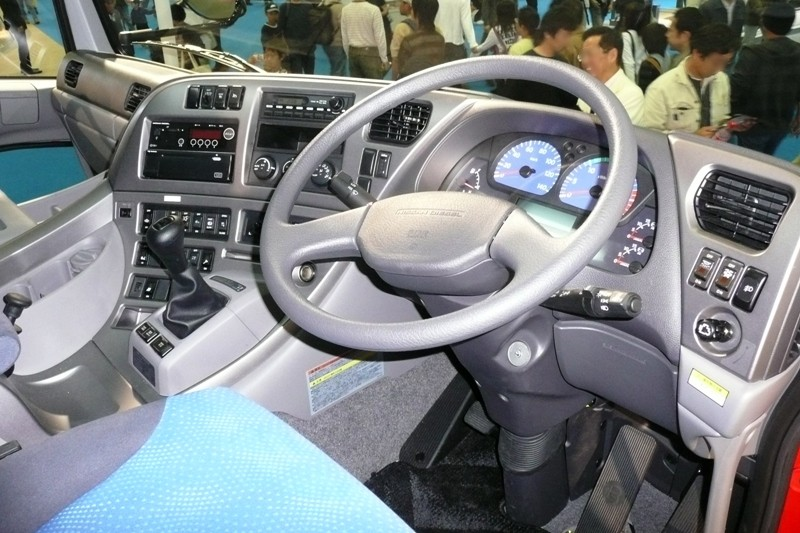
차내 운전석
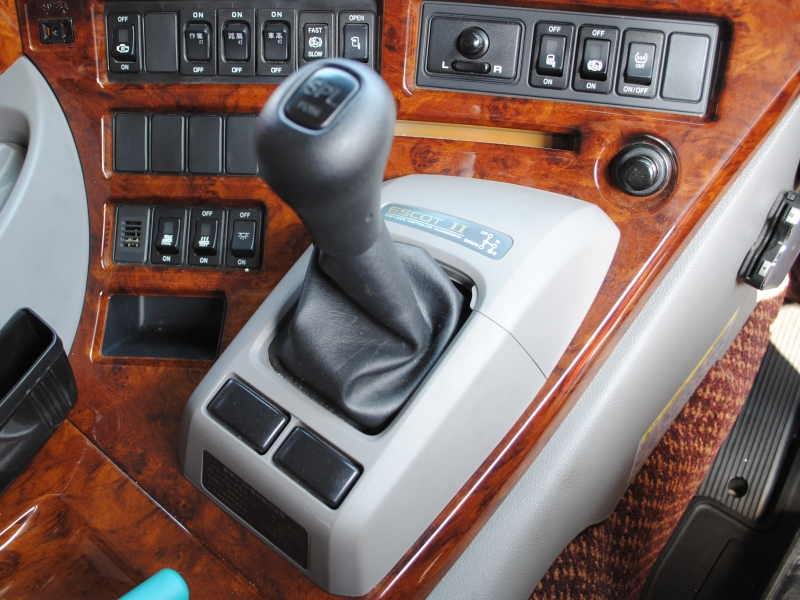
차내 자동 변속기
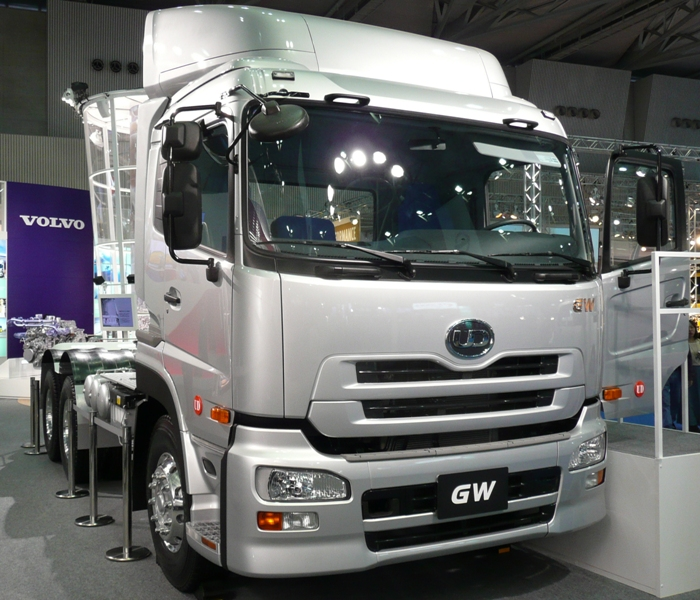
중국 사양 차량 (동옥항주트럭에서 생산)

### 2세대 (2017년4월~ 현재)
- 2017년 4월 11일 : 출시. 2016년 배출가스 규제 대응에 따라 풀모델 체인지를 거친 모델로 최초로 디스크 제동이 채택되었다. 또한 자동 변속기의 경우 ESCOT-VI 모델이 채택되었다.[4]
- 2017년 10월 4일 : 굿 디자인 상을 수상했다.[5]
- 2017년 10월 25일 : 트랙터 모델에 한해서 풀모델 체인지가 되었다.[6]
- 2018년 2월 : 유키 미라이 2018 인 도야마(일본어: ゆきみらい2018in富山) 축제에서 최초로 제설 차량 모델이 출시되었다.[7]
- 2018년 3월 : 제설 차량에 한해 풀모델 체인지로 기존 모델과 달리 자동긴급제동장치를 채택하지 않고 드럼 제동을 채택했다.

## 라인업
- CK : 4×2
- CD : 6×2R
- CV : 6×2F
- CW : 6×4
- CX : 6×4 저상
- CG : 8×4
- CF : 4×4
- CZ : 6×6
- CB : 8×8
- GK : 4×2 트레일러
- GW : 6×4 트레일러
- CV-P : 6×2 풀카고
- CW-P : 6×4 풀카고

## 엔진
- MD92-TB 스트레이트-6 OHC 9.203 cc 340HP
- MD92-TC 스트레이트-6 OHC 370HP
- GH11-TA 스트레이트-6 OHC 10.836 cc 350HP
- GH11-TB 스트레이트-6 OHC 380HP
- GH11-TC 스트레이트-6 OHC 410HP
- GE13-TB 스트레이트-6 OHC 13.074 cc 380HP
- GE13-TC 스트레이트-6 OHC 410HP
- GE13-TD 스트레이트-6 OHC 440HP
- GE13-TF 스트레이트-6 OHC 520HP

## 변속기
- ESCOT-V (마이너 체인지 이후 모델)
- ESCOT-AT IV
- ESCOT-III
- ESCOT-플러스1
- ESCOT-II (트랙터 모델만 해당)
- 12단 자동 변속기
- 7단 수동 변속기

## 차량 등급
- 엘 디칼고 X타입
- 엘 디칼고 G타입
- CUSTOM

## 같이 보기
- UD트럭
- 선택적 촉매 환원